# Greip (lune)
Greip, auparavant désignée S/2006 S 4, est l'une des lunes de Saturne. Sa découverte fut annoncée par David Jewitt, Scott S. Sheppard, Jan Kleyna, et Brian G. Marsden le 26 juin 2006, d'après des observations faites entre le 5 janvier 2006 et le 1er mai 2006. Greip mesure environ 6 kilomètres de diamètre et fait le tour de son orbite en 906,556 jours.
Elle porte le nom de Greip, une géante de la mythologie nordique qui, comme sa sœur Gjálp, eut le dos brisé par Thor.